# 昆虫生態学
昆虫生態学（こんちゅうせいたいがく、Insect Ecology）は、昆虫の生態を探る昆虫学の一分野。昆虫学全体に深くかかわる根幹的な分野である。

## 概要
その名の通り、昆虫がどのような環境でどのように生息しているのかを解明する学問。昆虫の体系を作る昆虫分類学においては、地理的・選択圧的な種分化の考察や形質の機能推測などに大きく関わっており、また昆虫の機能の応用を目指す応用昆虫学においては、生態から判明した昆虫の働きを基に研究が始まる。様々な分野と切っても切れない関係にある。

## 日本の主な教育・研究機関
- 京都大学農学部資源生物科学科／大学院農学研究科　応用生物科学専攻、地域環境科学専攻[1]昆虫生態学研究室[2]
- 京都大学理学部理学科　生物科学系／大学院理学研究科　生物科学専攻／生態学研究センター[3][4]
  - 日本で最も古くからある昆虫学研究室。京大は農業生産につながる昆虫研究よりは、理学部での昆虫の生態を理解しようとする研究で、京都大自体に生態学や生物行動研究の歴史があり、自然保護や生物多様性への意識が高く、環境問題への関心を生かしている。
- 九州大学農学部生物資源環境学科　生物資源生産科学コース／大学院生物資源環境科学府　資源生物科学専攻　昆虫学研究室[5]
- 九州大学総合研究博物館[6]
  - 主に昆虫分類学を研究しており、分類に関わる生態も扱う。400万点を超える日本最大の標本数を誇る。農学部の昆虫学研究室と博物館の持つ標本を合算すると、世界中の大学・博物館を含め昆虫標本総数では一桁の順位に入る。
- 九州大学農学研究院 熱帯農学研究センター[7]
  - 主に、熱帯に生息する植物や昆虫を生態学的に研究している。
- 大阪府立大学生命環境科学域　緑地環境科学類／大学院生命環境科学研究科　緑地環境科学専攻[8][9]
  - とにかくチョウ研究では日本一とされ、地球温暖化のチョウの分布への影響研究、チョウの保護、チョウを通じての環境問題と、その視野は広い。
- 北海道大学総合博物館　資料基礎研究系　昆虫体系学[10]
  - 昆虫分類学を行ってきた昆虫体系学の拠点は総合博物館に移っている。日本で最大のタイプ標本数を誇る。
- 東京農工大学農学部　応用生物科学科／大学院農学府　農学専攻[11][12]
  - 理学部的な基礎研究が中心の数少ない大学。昆虫の生理・生化学研究からの害虫研究。
- 愛媛大学農学部　食料生産学科　農業生産学コース／大学院農学研究科　食料生産学専攻／ミュージアム[13]
  - 新種発見の標本が多く、同大学ミュージアムは新種発見の日本の最前線。
- 神戸大学農学部生命機能科学科　環境生物学コース／大学院農学研究科　生命機能科学専攻[14][15]
  - 応用昆虫学というよりはむしろ、昆虫学そのものの研究として、昆虫生態の本質に迫る研究。
- 香川大学農学部　応用生物科学科　環境科学コース／大学院農学研究科　応用生物・希少糖科学専攻[16]
  - アリ研究が有名。
- 三重大学生物資源学部　資源循環学科　農業生物学教育コース／生物資源学研究科　資源循環学専攻[17]
  - 様々なハチを対象に幅広い。
- 玉川大学農学部　生産農学科　昆虫科学領域／大学院農学研究科　資源生物学専攻、学術研究所　ミツバチ科学研究センター[18][19]
  - ミツバチ研究の世界的拠点。世界でも珍しいミツバチに特化した研究施設を持つ。